# 1998-as labdarúgó-világbajnokság-selejtező (UEFA – 4. csoport)
Az 1998-as labdarúgó-világbajnokság európai 4. selejtezőcsoportjának mérkőzéseit, és a csoport végeredményét tartalmazó lapja. A csoportban körmérkőzéses, oda-visszavágós rendszerben játszottak egymással a labdarúgó-válogatottak. A csoportelső automatikus résztvevője lett az 1998-as labdarúgó-világbajnokságnak.
A csoportban Ausztria, Észtország, Fehéroroszország, Lettország, Skócia és Svédország szerepelt.
Ausztria végzett az első helyen és kijutott az 1998-as világbajnokságra, a második helyet pedig Skócia szerezte meg és a legjobb eredményt elérő csoportmásodikként szintén automatikusan kijutott a világbajnokságra.

## Tabella
| Hely. | Csapat           | M  | Gy | D | V | G+ | G– | Gk  | P  | Továbbjutás                          |     | Ausztria | Skócia | Svédország | Lettország | Észtország | Fehéroroszország |
| ----- | ---------------- | -- | -- | - | - | -- | -- | --- | -- | ------------------------------------ | --- | -------- | ------ | ---------- | ---------- | ---------- | ---------------- |
| 1.    | Ausztria         | 10 | 8  | 1 | 1 | 17 | 4  | +13 | 25 | Kijutott az 1998-as világbajnokságra |     | —        | 0–0    | 1–0        | 2–1        | 2–0        | 4–0              |
| 2.    | Skócia           | 10 | 7  | 2 | 1 | 15 | 3  | +12 | 23 | Kijutott az 1998-as világbajnokságra |     | 2–0      | —      | 1–0        | 2–0        | 2–0        | 4–1              |
| 3.    | Svédország       | 10 | 7  | 0 | 3 | 16 | 9  | +7  | 21 |                                      |     | 0–1      | 2–1    | —          | 1–0        | 1–0        | 5–1              |
| 4.    | Lettország       | 10 | 3  | 1 | 6 | 10 | 14 | −4  | 10 |                                      | 1–3 | 0–2      | 1–2    | —          | 1–0        | 2–0        |                  |
| 5.    | Észtország       | 10 | 1  | 1 | 8 | 4  | 16 | −12 | 4  |                                      | 0–3 | 0–0      | 2–3    | 1–3        | —          | 1–0        |                  |
| 6.    | Fehéroroszország | 10 | 1  | 1 | 8 | 5  | 21 | −16 | 4  |                                      | 0–1 | 0–1      | 1–2    | 1–1        | 1–0        | —          |                  |

## Mérkőzések
| 1996. június 1. 18:30 UTC+2 |

| Svédország                                                              | 5–1         | Fehéroroszország |
| ----------------------------------------------------------------------- | ----------- | ---------------- |
| K. Andersson 20' 62' (11-esből) Dahlin 30' P. Andersson 77' Larsson 87' | Jegyzőkönyv | Bjalkevics 75'   |

| Råsunda Stadion, Stockholm Nézőszám: 30,014 Játékvezető: Rémi Harrel (francia) |

| 1996. augusztus 31. 20:30 UTC+2 |

| Ausztria | 0–0         | Skócia |
| -------- | ----------- | ------ |
|          | Jegyzőkönyv |        |

| Ernst Happel Stadion, Bécs Nézőszám: 27,600 Játékvezető: Michel Piraux (belga) |

| 1996. augusztus 31. 18:30 UTC+3 |

| Fehéroroszország | 1–0         | Észtország |
| ---------------- | ----------- | ---------- |
| Makovszkij 35'   | Jegyzőkönyv |            |

| Dinama Stadion, Minszk Nézőszám: 7,500 Játékvezető: Szergej Huszainov (orosz) |

| 1996. szeptember 1. 19:00 UTC+3 |

| Lettország | 1–2         | Svédország                  |
| ---------- | ----------- | --------------------------- |
| Rimkus 56' | Jegyzőkönyv | Dahlin 16' K. Andersson 21' |

| Daugavas stadions, Riga Nézőszám: 9,200 Játékvezető: Vágner László (magyar) |

| 1996. október 5. 19:00 UTC+3 |

| Lettország | 0–2         | Skócia                  |
| ---------- | ----------- | ----------------------- |
|            | Jegyzőkönyv | Collins 18' Jackson 80' |

| Daugavas stadions, Riga Nézőszám: 9,500 Játékvezető: Jiří Ulrich (cseh) |

| 1996. október 5. 15:00 UTC+3 |

| Észtország        | 1–0         | Fehéroroszország |
| ----------------- | ----------- | ---------------- |
| Hohlov-Simson 52' | Jegyzőkönyv |                  |

| Kadriong, Tallinn Nézőszám: 1,500 Játékvezető: Richard O’Hanlon (ír) |

| 1996. október 9. 19:00 UTC+2 |

| Svédország | 0–1         | Ausztria   |
| ---------- | ----------- | ---------- |
|            | Jegyzőkönyv | Herzog 11' |

| Råsunda Stadion, Stockholm Nézőszám: 36,859 Játékvezető: Václav Krondl (cseh) |

| 1996. október 9. 18:30 UTC+3 |

| Fehéroroszország | 1–1         | Lettország     |
| ---------------- | ----------- | -------------- |
| Makovszkij 78'   | Jegyzőkönyv | Zemļinskis 16' |

| Dinama Stadion, Minszk Nézőszám: 7,300 Játékvezető: Szergo Kvarachelia (grúz) |

| 1996. november 9. 18:15 UTC+1 |

| Ausztria               | 2–1         | Lettország |
| ---------------------- | ----------- | ---------- |
| Polster 43' Herzog 73' | Jegyzőkönyv | Rimkus 44' |

| Ernst Happel Stadion, Bécs Nézőszám: 15,700 Játékvezető: Milan Mitrovič (szlovén) |

| 1996. november 10. 15:00 UTC+1 |

| Skócia      | 1–0         | Svédország |
| ----------- | ----------- | ---------- |
| McGinlay 7' | Jegyzőkönyv |            |

| Ibrox, Glasgow Nézőszám: 46,738 Játékvezető: José García-Aranda (spanyol) |

| 1997. február 11. 20:00 UTC+1 |

| Észtország | 0–0         | Skócia |
| ---------- | ----------- | ------ |
|            | Jegyzőkönyv |        |

| Stade Louis II, Monaco Nézőszám: 3,766 Játékvezető: Miroslav Radoman (jugoszláv) |

Ez a mérkőzés az 1996. október 9-ei tallinni selejtező ismétlése volt, melyen az észt válogatott nem jelent meg. 
| 1997. március 29. 15:00 UTC+1 |

| Skócia                    | 2–0         | Észtország |
| ------------------------- | ----------- | ---------- |
| Boyd 25' Meet 52' (öngól) | Jegyzőkönyv |            |

| Rögbi Park, Kilmarnock Nézőszám: 17,996 Játékvezető: Bernd Heynemann (német) |

| 1997. április 2. 20:00 UTC+1 |

| Skócia            | 2–0         | Ausztria |
| ----------------- | ----------- | -------- |
| Gallacher 25' 78' | Jegyzőkönyv |          |

| Celtic Park, Glasgow Nézőszám: 43,259 Játékvezető: Nyikolaj Levnyikov (orosz) |

| 1997. április 30. 20:00 UTC+2 |

| Ausztria              | 2–0         | Észtország |
| --------------------- | ----------- | ---------- |
| Vastić 48' Stöger 87' | Jegyzőkönyv |            |

| Ernst Happel Stadion, Bécs Nézőszám: 27,500 Játékvezető: Armand Ancion (belga) |

| 1997. április 30. 19:30 UTC+2 |

| Svédország           | 2–1         | Skócia        |
| -------------------- | ----------- | ------------- |
| K. Andersson 43' 63' | Jegyzőkönyv | Gallacher 83' |

| Ullevi, Göteborg Nézőszám: 40,302 Játékvezető: Pierluigi Collina (olasz) |

| 1997. április 30. 17:00 UTC+3 |

| Lettország        | 2–0         | Fehéroroszország |
| ----------------- | ----------- | ---------------- |
| Ševļakovs 36' 83' | Jegyzőkönyv |                  |

| Daugavas stadions, Riga Nézőszám: 4,200 Játékvezető: Ilkka Koho (finn) |

| 1997. május 18. 19:00 UTC+3 |

| Észtország  | 1–3         | Lettország                                      |
| ----------- | ----------- | ----------------------------------------------- |
| Zelinski 5' | Jegyzőkönyv | Babičevs 53' Jelisejevs 80' Lemsalu 87' (öngól) |

| Kadriong, Tallinn Nézőszám: 2,500 Játékvezető: Darko Cvitkovic (horvát) |

| 1997. június 8. 19:00 UTC+3 |

| Lettország    | 1–3         | Ausztria                         |
| ------------- | ----------- | -------------------------------- |
| Astafjevs 88' | Jegyzőkönyv | Heraf 55' Polster 81' Stöger 82' |

| Daugavas stadions, Riga Nézőszám: 9,200 Játékvezető: Dick Jol (holland) |

| 1997. június 8. 17:00 UTC+3 |

| Fehéroroszország | 0–1         | Skócia                    |
| ---------------- | ----------- | ------------------------- |
|                  | Jegyzőkönyv | McAllister 49' (11-esből) |

| Dinama Stadion, Minszk Nézőszám: 12,000 Játékvezető: Ahmet Çakar (török) |

| 1997. június 8. 20:00 UTC+3 |

| Észtország           | 2–3         | Svédország                                            |
| -------------------- | ----------- | ----------------------------------------------------- |
| Oper 74' Kristal 84' | Jegyzőkönyv | Dahlin 14' Zetterberg 53' (11-esből) K. Andersson 71' |

| Kadriorg, Tallinn Nézőszám: 2,500 Játékvezető: Ryszard Wójcik (lengyel) |

| 1997. augusztus 20. 18:30 UTC+3 |

| Észtország | 0–3         | Ausztria            |
| ---------- | ----------- | ------------------- |
|            | Jegyzőkönyv | Polster 47' 69' 90' |

| Kariorg, Tallinn Nézőszám: 2,200 Játékvezető: Georgiosz Fasszólisz (görög) |

| 1997. augusztus 20. 20:30 UTC+3 |

| Fehéroroszország | 1–2         | Svédország                      |
| ---------------- | ----------- | ------------------------------- |
| Gurenka 38'      | Jegyzőkönyv | K. Andersson 74' Zetterberg 84' |

| Dinama Stadion, Minszk Nézőszám: 9,000 Játékvezető: Dermot Gallagher (angol) |

| 1997. szeptember 6. 20:30 UTC+2 |

| Ausztria   | 1–0         | Svédország |
| ---------- | ----------- | ---------- |
| Herzog 76' | Jegyzőkönyv |            |

| Ernst Happel Stadion, Bécs Nézőszám: 48,500 Játékvezető: Antonio López Nieto (spanyol) |

| 1997. szeptember 6. 20:30 UTC+3 |

| Lettország                | 1–0         | Észtország |
| ------------------------- | ----------- | ---------- |
| Zemļinskis 87' (11-esből) | Jegyzőkönyv |            |

| Daugavas stadions, Riga Nézőszám: 2,500 Játékvezető: Otar Guntadze (grúz) |

| 1997. szeptember 7. 14:00 UTC+1 |

| Skócia                          | 4–1         | Fehéroroszország       |
| ------------------------------- | ----------- | ---------------------- |
| Gallacher 7' 58' Hopkin 54' 88' | Jegyzőkönyv | Kacsura 73' (11-esből) |

| Pittodrie stadion, Aberdeen Nézőszám: 20,160 Játékvezető: Mario van der Ende (holland) |

| 1997. szeptember 10. 19:00 UTC+3 |

| Fehéroroszország | 0–1         | Ausztria          |
| ---------------- | ----------- | ----------------- |
|                  | Jegyzőkönyv | Pfeifenberger 50' |

| Dinama Stadion, Minszk Nézőszám: 7,000 Játékvezető: Serge Muhmenthaler (svájci) |

| 1997. szeptember 10. 19:00 UTC+2 |

| Svédország | 1–0         | Lettország |
| ---------- | ----------- | ---------- |
| Jonson 88' | Jegyzőkönyv |            |

| Råsunda Stadion, Stockholm Nézőszám: 20,251 Játékvezető: Markus Merk (német) |

| 1997. október 11. 16:00 UTC+2 |

| Ausztria                                | 4–0         | Fehéroroszország |
| --------------------------------------- | ----------- | ---------------- |
| Polster 3' 16' (11-esből) Stöger 6' 42' | Jegyzőkönyv |                  |

| Ernst Happel Stadion, Bécs Nézőszám: 48,500 Játékvezető: Aron Huzu (román) |

| 1997. október 11. 15:00 UTC+1 |

| Skócia                  | 2–0         | Lettország |
| ----------------------- | ----------- | ---------- |
| Gallacher 43' Durie 80' | Jegyzőkönyv |            |

| Celtic Park, Glasgow Nézőszám: 47,613 Játékvezető: Piller Sándor (magyar) |

| 1997. október 11. 15:00 UTC+2 |

| Svédország     | 1–0         | Észtország |
| -------------- | ----------- | ---------- |
| Zetterberg 25' | Jegyzőkönyv |            |

| Råsunda Stadion, Stockholm Nézőszám: 18,702 Játékvezető: Stefan Ormandzhiev (bolgár) |

## Góllövőlista
| 7 gólos - Toni Polster - Kennet Andersson 6 gólos - Kevin Gallacher 4 gólos - Peter Stöger 3 gólos - Andreas Herzog - Martin Dahlin - Pär Zetterberg 2 gólos - Uladzimir Makovszkij - Vīts Rimkus - Jurijs Ševļakovs - Mihails Zemļinskis - David Hopkin 1 gólos - Andreas Heraf - Heimo Pfeifenberger - Ivica Vastić | - Valjancin Bjalkevics - Szjarhej Gurenka - Pjotr Kacsura - Sergei Hohlov-Simson - Marko Kristal - Andres Oper - Indrek Zelinski - Vitālijs Astafjevs - Vladimirs Babičevs - Aleksandrs Jelisejevs - Tom Boyd - John Collins - Gordon Durie - Darren Jackson - John McGinlay - Gary McAllister - Patrik Andersson - Mattias Jonson - Henrik Larsson 1 öngólos - Janek Meet (Skócia ellen) - Marek Lemsalu (Lettország ellen) |